# جورج برایانت (کماندار)
جورج برایانت (انگلیسی: George Bryant; ۲۲ فوریهٔ ۱۸۷۸ – ۱۸ آوریل ۱۹۳۸) کماندار اهل ایالات متحده آمریکا بود.